# Argiope aemula
Argiope aemula là một loài nhện trong họ Araneidae.
Loài này thuộc chi Argiope. Argiope aemula được Charles Athanase Walckenaer miêu tả năm 1842.

## Hình ảnh

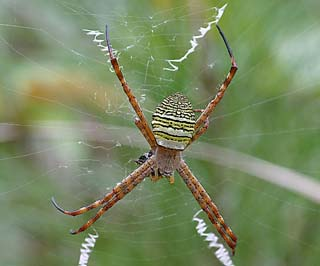
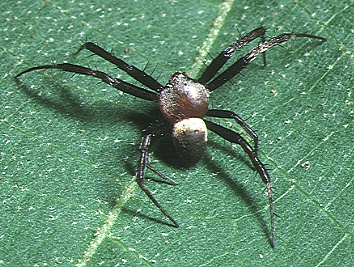
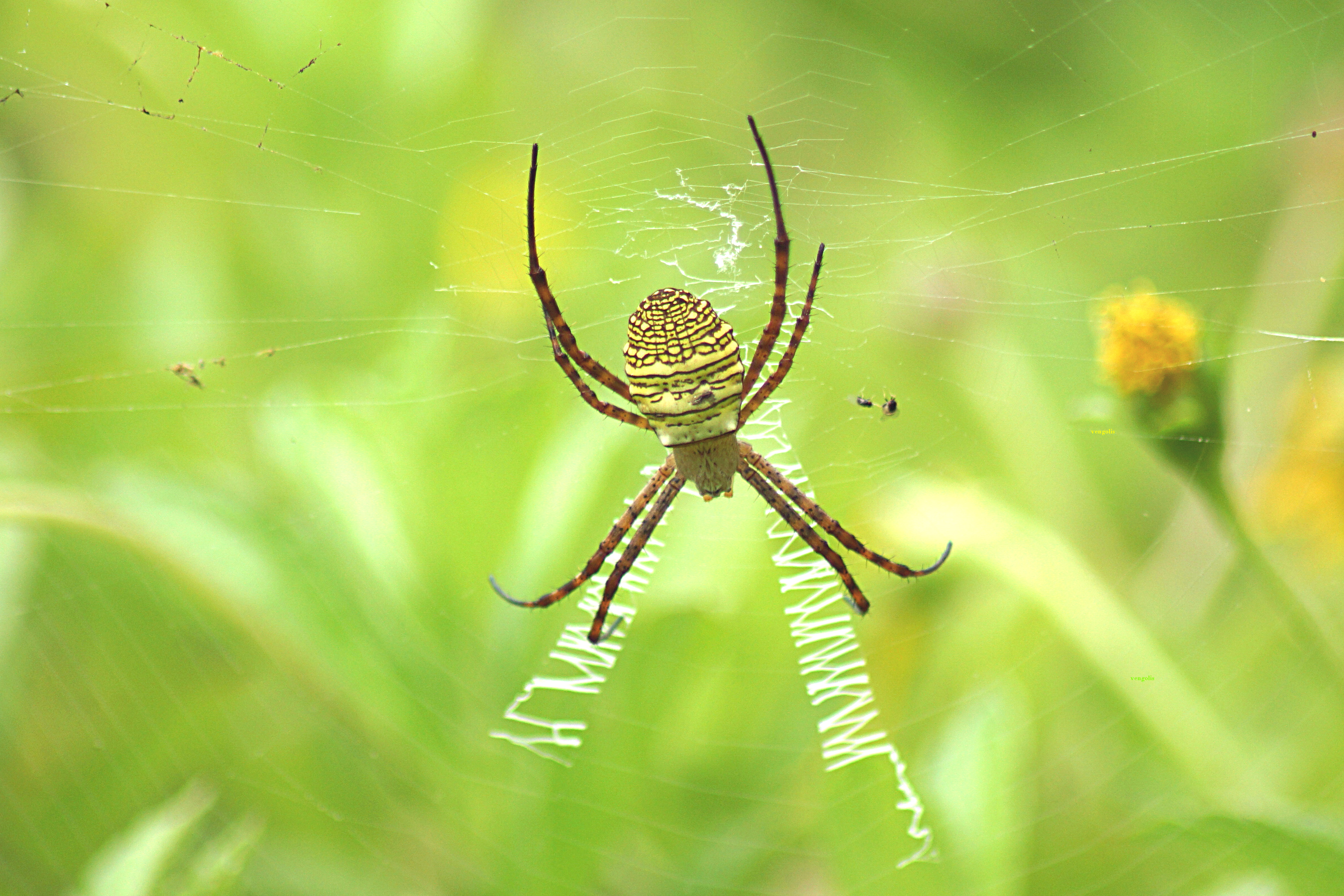